# Episodi di Killer Instinct
Di seguito una lista degli episodi della prima e unica stagione della serie televisiva Killer Instinct.
| nº | Titolo originale           | Titolo italiano      | Prima TV USA      | Prima TV Italia |
| -- | -------------------------- | -------------------- | ----------------- | --------------- |
| 1  | Pilot                      | Il morso del ragno   | 23 settembre 2005 | 10 maggio 2007  |
| 2  | Five Easy Pieces           | Il male dentro       | 30 settembre 2005 | 17 maggio 2007  |
| 3  | 13 Going On 30             | Tredici anni         | 7 ottobre 2005    | 23 maggio 2007  |
| 4  | O Brother, Where Art Thou? | Delitti gemelli      | 21 ottobre 2005   | 24 maggio 2007  |
| 5  | Die Like An Egyptian       | Riti egizi           | 28 ottobre 2005   | 31 maggio 2007  |
| 6  | Who's Your Daddy?          | Le colpe dei padri   | 4 novembre 2005   | 7 giugno 2007   |
| 7  | Game Over                  | Game Over            | 11 novembre 2005  | 15 giugno 2007  |
| 8  | Forget Me Not              | Amnesia              | 18 novembre 2005  | 21 giugno 2007  |
| 9  | Shake, Rattle And Roll     | Terremoto assassino  | 2 dicembre 2005   | 29 giugno 2007  |
| 10 | She's The Bomb             | La sposa esplosiva   | 6 febbraio 2006   | 6 luglio 2007   |
| 11 | While You Were Sleeping    | La clinica del sonno | 2006              | 13 luglio 2007  |
| 12 | Love Hurts                 | L'amore fa male      | 2006              | 20 luglio 2007  |
| 13 | Fifteen Minutes Of Flame   | 15 minuti di fuoco   | 2006              | 27 luglio 2007  |